# Alison Owen
Alison Mary Owen, née en 1961 à Portsmouth, est une productrice de cinéma britannique.
Les films les plus connus qu'elle a produit sont : Moonlight and Valentino (1995), Elizabeth (1998), L'Étrange histoire d'Hubert (2000), Sylvia (2003), Shaun of the Dead (2004), Proof (2005), Love (et ses petits désastres) (2006), The Other Boleyn Girl (2007) et Rendez-vous à Brick Lane (2007).

## Biographie
Alison a une sœur, Béatrice Jill Owen (née en 1959). Elle a  deux enfants avec son ex-mari, l'acteur Keith Allen : la chanteuse de pop Lily Allen, l'acteur Alfie Owen-Allen, et Sarah Owen, une fille d'une relation précédente. Elle a également une relation pendant de nombreuses années avec le comédien Harry Enfield, avec qui elle a élevé Alfie, Lily et Sarah. Alison est maintenant mariée au directeur artistique Aaron Batterham, qui a déjà quatre enfants.

## Filmographie
- 1991 : Hear My Song de Peter Chelsom
- 2015 : Tulip Fever de Justin Chadwick